# Frankenau-Unterpullendorf
Frankenau-Unterpullendorf est une commune autrichienne du district d'Oberpullendorf dans le Burgenland.